# Rouffiac-Tolosan
Rouffiac-Tolosan – miejscowość i gmina we Francji, w regionie Oksytania, w departamencie Górna Garonna.
Według danych na rok 1990 gminę zamieszkiwało 961 osób, a gęstość zaludnienia wynosiła 206 osób/km² (wśród 3020 gmin regionu Midi-Pireneje Rouffiac-Tolosan plasuje się na 351. miejscu pod względem liczby ludności, natomiast pod względem powierzchni na miejscu 1515.).